# Liste der Kulturdenkmale in Gräfenhainichen
In der Liste der Kulturdenkmale in Gräfenhainichen sind die Kulturdenkmale der Stadt Gräfenhainichen im Landkreis Wittenberg und ihrer Ortsteile aufgelistet. Grundlage ist das Denkmalverzeichnis des Landes Sachsen-Anhalt, das auf Basis des Denkmalschutzgesetzes vom 21. Oktober 1991 erstellt und seither laufend ergänzt wurde (Stand: 31. Dezember 2021).

## Kulturdenkmale nach Ortsteilen

### Gräfenhainichen
| Lage                                                                                         | Bezeichnung                                | Beschreibung | Erfassungs- nummer | Ausweisungsart | Bild                             |
| -------------------------------------------------------------------------------------------- | ------------------------------------------ | --- | ------------------ | -------------- | -------------------------------- |
| Adam-Weise-Straße 19, 21, 23 (Karte)                                                         | Wohnhaus                                   | zweigeschossiger, verputzter Ziegelbau mit 21 Achsen, Mitte der 1950er Jahre                                                                             | 094 40239          | Baudenkmal     | Wohnhaus                         |
| Am Hain 10 (Karte)                                                                           | Wasserturm Gräfenhainichen                 | Wasserturm Ziegelbau mit acht Geschossen auf quadratischem Grundriss, 1927                                                                               | 094 40238          | Baudenkmal     | Weitere Bilder                   |
| August-Bebel-Straße (Karte)                                                                  | Torturm                                    | Oberer Torturm | 094 40258          | Baudenkmal     | Weitere Bilder                   |
| August-Bebel-Straße 16 (Karte)                                                               | Wohnhaus                                   | in Klinkerbauweise errichtetes Wohnhaus mit historistischer Fassadengestaltung, 1887                                                                     | 094 40257          | Baudenkmal     | Wohnhaus                         |
| Eisenbahnstraße (Karte)                                                                      | Bahnhof                                    | Bahnhofsanlage, 1859 | 094 40202          | Baudenkmal     | Weitere Bilder                   |
| Karl-Liebknecht-Straße 17 (Karte)                                                            | Gemeindehaus                               | Klinkerbau in Formen der Neorenaissance, 1907, (Paul-Gerhardt-Haus)                                                                                      | 094 40232          | Baudenkmal     | Weitere Bilder                   |
| Kirchplatz (Karte)                                                                           | Kirche St. Marien                          | Kirche dreischiffige spätromanische Basilika, nach Zerstörung während des Dreißigjährigen Kriegs 1676 wieder aufgebaut                                   | 094 40216          | Baudenkmal     | Weitere Bilder                   |
| Markt 1, 2, Marktstraße 11 (Karte)                                                           | Rathaus Gräfenhainichen                    | Rathaus zweiflügliger Bau in Formen des Barock mit Fachwerkobergeschoss, 1695–1699                                                                       | 094 40231          | Baudenkmal     | Weitere Bilder                   |
| Markt 9 (Karte)                                                                              | Ackerbürgerhof                             | verputzter zweigeschossiger Bau, spätklassizistische Fassadengestaltung                                                                                  | 094 40220          | Baudenkmal     | Ackerbürgerhof                   |
| Marktstraße 3 (Karte)                                                                        | Handwerkerhaus                             | | 094 40222          | Baudenkmal     | Handwerkerhaus                   |
| Marktstraße 7 (Karte)                                                                        | Ackerbürgerhaus                            | verputzter Fachwerkbau in barocken Formen mit Mansarddach, um 1780/1790                                                                                  | 094 40223          | Baudenkmal     | Ackerbürgerhaus                  |
| Marktstraße 10 (Karte)                                                                       | Wohn- und Geschäftshaus                    | Gebäude in Klinkerbauweise mit Mittelrisalit, 1890 | 094 40221          | Baudenkmal     | Wohn- und Geschäftshaus          |
| Marktstraße 11 (Karte)                                                                       | Wohn- und Geschäftshaus                    | | 094 40225          | Baudenkmal     | Wohn- und Geschäftshaus          |
| Paul-Gerhardt-Straße 10 (Karte)                                                              | Ackerbürgerhaus                            | Fachwerkbau mit Satteldach, Ende des 17. Jh. | 094 40262          | Baudenkmal     | Ackerbürgerhaus                  |
| Paul-Gerhardt-Straße 11 (Karte)                                                              | Handwerkerhaus                             | Fachwerkbau mit massivem Erdgeschoss, um 1800 | 094 40263          | Baudenkmal     | Handwerkerhaus                   |
| Paul-Gerhardt-Straße 22 (Karte)                                                              | Wirtschaftsgebäude                         | ehemalige Gebäude zur Herstellung von Öl und Essig in Fachwerkbauweise, 1840/1850                                                                        | 094 41076          | Baudenkmal     | Wirtschaftsgebäude               |
| Rosa-Luxemburg-Straße 47 (Karte)                                                             | Zentralwerkstatt                           | Werkstattgebäude 1943 in Klinkerbauweise errichtetes Fabrikgebäude                                                                                       | 094 40200          | Baudenkmal     | Weitere Bilder                   |
| Rosa-Luxemburg-Straße (Karte)                                                                | Gedenkstätte                               | Gedenkstätte Erinnerungsstätte für die Opfer des Faschismus, 1960                                                                                        | 094 40267          | Baudenkmal     | Weitere Bilder                   |
| Rosa-Luxemburg-Straße (Karte)                                                                | Kapelle (Paul-Gerhardt-Gedächtnis-Kapelle) | Kapelle Paul Gerhardt gewidmete Feierhalle in klassizistischen Formen, 1843/44                                                                           | 094 40233          | Baudenkmal     | Weitere Bilder                   |
| Rudolf-Breitscheid-Straße 8 (Karte)                                                          | Villa                                      | in Klinkerbauweise errichtete Villa | 094 40260          | Baudenkmal     | Villa                            |
| Rudolf-Breitscheid-Straße 55 (Karte)                                                         | Kirche                                     | Katholische Kirche, 1935/36 nach Plänen von Johannes Reuter erbaut.                                                                                      | 094 40205          | Baudenkmal     | Kirche                           |
| Rudolf-Breitscheid-Straße 68 (Karte)                                                         | Wohnhaus                                   | Massivbau mit klinkerverzierter Fassade, 1934 | 094 40204          | Baudenkmal     | Wohnhaus                         |
| Schlossstraße (Karte)                                                                        | Schloss Gräfenhainichen                    | Ruine einer aus dem 13. Jahrhundert stammenden Burganlage                                                                                                | 094 40240          | Baudenkmal     | Weitere Bilder                   |
| Schulstraße 1, 2 (Karte)                                                                     | Häusergruppe                               | Hofanlage mit Wohn- und Wirtschaftsgebäude, um 1760 | 094 40218          | Baudenkmal     | Häusergruppe                     |
| Schulstraße 6 (Karte)                                                                        | Schule (Paul-Gerhardt-Gymnasium)           | Gebäudekomplex in drei Bauphasen errichtet: Rektoratsgebäude als Ziegelbau 1862, Klinkerbau in Formen der Neorenaissance 1899, verputzter Massivbau 1914 | 094 40259          | Baudenkmal     | Schule (Paul-Gerhardt-Gymnasium) |
| Freifläche östlich des Grundstückes Markstraße 9, südlich der Friedrich-Ebert-Straße (Karte) | Distanzstein                               | Postmeilensäule aus dem Jahr 1728, 1971/1972 restauriert                                                                                                 | 094 40236          | Kleindenkmal   | Weitere Bilder                   |
| Wittenberger Straße, östlich der ehemaligen Stadtmühle (Karte)                               | Mühlgraben                                 | künstlich angelegter Graben zur Versorgung der ehemaligen Mühle                                                                                          | 094 40264          | Baudenkmal     | Weitere Bilder                   |
| ehemalige Ortslage von Gremmin (Karte)                                                       | Förderanlage                               | Sammlung von Tagebaugroßgeräten; heute Museum und Veranstaltungsort Ferropolis und Ankerpunkt der Europäischen Route der Industriekultur (ERIH)          | 094 41062          | Baudenkmal     | Weitere Bilder                   |
| (Karte)                                                                                      | Stadtbefestigung                           | teilweise erhaltene aus Feldsteinmauerwerk bestehende Stadtbefestigung mit Tortürmen                                                                     | 094 40241          | Baudenkmal     | Weitere Bilder                   |
| Birnbaummühle 1 (Karte)                                                                      | Mühle                                      | ehemalige Wassermühle | 094 40832          | Baudenkmal     | Mühle                            |
| Mescheide, Dorfstraße 1 (Karte)                                                              | Gasthof „Zur Linde“                        | Hofanlage aus Fachwerk- und Massivbauten | 094 40332          | Baudenkmal     | Gasthof „Zur Linde“              |
| Mescheide, Dorfstraße 25 (Karte)                                                             | Bauernhof                                  | verputzter Fachwerkbau, um 1800 | 094 40330          | Baudenkmal     | Bauernhof                        |
| Mescheide, Dorfstraße 28 (Karte)                                                             | Mühle                                      | in Backsteinbauweise errichtete Hofanlage einer ehemaligen Wassermühle, um 1890                                                                          | 094 40331          | Baudenkmal     | Mühle                            |
| Mescheide, Dorfstraße 40 (Karte)                                                             | Handwerkerhaus                             | Lehmgebäude, Ende d. 18. Jh. | 094 40333          | Baudenkmal     | Handwerkerhaus                   |
| Mescheide, Dorfstraße (Karte)                                                                | Kriegerdenkmal                             | Denkmal für die Gefallenen des Ersten Weltkriegs | 094 40335          | Baudenkmal     | Kriegerdenkmal                   |
| Strohwalde, Vor der Unterstadt 303 (Karte)                                                   | Mühle                                      | Bockwindmühle | 094 40253          | Baudenkmal     | Weitere Bilder                   |

### Jüdenberg
| Lage                                    | Bezeichnung               | Beschreibung | Erfassungs- nummer | Ausweisungsart | Bild                      |
| --------------------------------------- | ------------------------- | --- | ------------------ | -------------- | ------------------------- |
| Jüdenberger Hauptstraße 8 (Karte)       | Pfarrhof                  | Hofanlage mit Pfarrhaus und Wirtschaftsgebäude im spätbarocken Formen, 1789                                     | 094 40990          | Baudenkmal     | Pfarrhof                  |
| Jüdenberger Hauptstraße 22 (Karte)      | Wohnhaus                  | verputztes, mit Bruchsteinen errichtetes Untergeschoss, Obergeschoss in Fachwerkbauweise, 2. Hälfte des 18. Jh. | 094 40784          | Baudenkmal     | Wohnhaus                  |
| Jüdenberger Hauptstraße 23, 23a (Karte) | Gasthof „Jüdenberger Hof“ | Hofanlage mit in Fachwerkbauweise errichtetem Obergeschoss, um 1800                                             | 094 40754          | Baudenkmal     | Gasthof „Jüdenberger Hof“ |
| Jüdenberger Hauptstraße 30 (Karte)      | Kirche                    | mit Feldsteinen errichtete romanische Saalkirche                                                                | 094 40992          | Baudenkmal     | Kirche                    |
| Jüdenberger Hauptstraße (Karte)         | Kriegerdenkmal            | Gedenkstätte für die Gefallenen beider Weltkriege                                                               | 094 40991          | Baudenkmal     | Kriegerdenkmal            |
| Müchauer Mühle 1 (Karte)                | Mühle                     | Mühlengebäude in Fachwerkbauweise mit Krüppelwalmdach                                                           | 094 40989          | Baudenkmal     | Mühle                     |

### Möhlau
| Lage                                                 | Bezeichnung | Beschreibung                                                    | Erfassungs- nummer | Ausweisungsart | Bild           |
| ---------------------------------------------------- | ----------- | --------------------------------------------------------------- | ------------------ | -------------- | -------------- |
| Alt Golpaer Straße 46 (alt:Am Steinbruch 11) (Karte) | Wohnheim    | ehemaliges Wohnheim für Fremdarbeiter, 1928/29                  | 094 40234          | Baudenkmal     | Wohnheim       |
| Alt Golpaer Straße 44 (alt:Am Steinbruch 12) (Karte) | Wohnhaus    | verputzter Ziegelbau, 1928/29                                   | 094 40250          | Baudenkmal     | Wohnhaus       |
| August-Bebel-Straße (Karte)                          | Kirche      | spätromanische Feldsteinkirche                                  | 094 41026          | Baudenkmal     | Weitere Bilder |
| Rothehaus 4 (Karte)                                  | Forsthaus   | verputzter Fachwerkbau mit Satteldach, ehemalige Oberförsterei, | 094 40252          | Baudenkmal     | Forsthaus      |

### Schköna
| Lage                          | Bezeichnung | Beschreibung                                         | Erfassungs- nummer | Ausweisungsart | Bild           |
| ----------------------------- | ----------- | ---------------------------------------------------- | ------------------ | -------------- | -------------- |
| Bundesstraße 107 (Karte)      | Kreuzstein  | Kreuzstein, am 7. April 2016 als Denkmal ausgewiesen |                    | Kleindenkmal   | Weitere Bilder |
| Hauptstraße (Karte)           | Kirche      | im Kern Feldsteinkirche, Westturm von 1904           | 094 50491          | Baudenkmal     | Weitere Bilder |
| Hauptstraße, Friedhof (Karte) | Grab        | Grab von Albert Querfurth                            | 094 50492          | Baudenkmal     | Weitere Bilder |
| Am Park 2 (Karte)             | Rittergut   | ehemaliger Gutshof aus dem 16. Jh.                   | 094 50493          | Baudenkmal     | Weitere Bilder |
| Hohenlubast 4 (Karte)         | Kirche      | Feldsteinkirche aus dem 13. Jh.                      | 094 50494          | Baudenkmal     | Weitere Bilder |

### Tornau
| Lage                                | Bezeichnung  | Beschreibung | Erfassungs- nummer | Ausweisungsart | Bild           |
| ----------------------------------- | ------------ | --- | ------------------ | -------------- | -------------- |
| Platz des Friedens 2 (Karte)        | Bauernhaus   | Massivbau als Stampflehmbau, Ende des 19. Jh. | 094 50506          | Baudenkmal     | Weitere Bilder |
| Eisenhammer, Bundesstraße 2 (Karte) | Distanzstein | Kopie einer Postmeilensäule von 1723 | 094 50509          | Baudenkmal     | Weitere Bilder |
| Eisenhammer 15 (Karte)              | Forsthaus    | in Backsteinbauweise errichtetes Forsthaus von 1878 | 094 50508          | Baudenkmal     | Weitere Bilder |
| Wittenberger Straße (Karte)         | Kirche       | Das schlichte Bauwerk stammt aus den Jahren 1664 - 1669. Über dem Westteil des rechteckigen Putzbaus befindet sich ein Dachturm mit geschweifter Haube und Laterne. | 094 50507          | Baudenkmal     | Weitere Bilder |

### Zschornewitz
| Lage                                                           | Bezeichnung            | Beschreibung                                                                | Erfassungs- nummer | Ausweisungsart | Bild           |
| -------------------------------------------------------------- | ---------------------- | --------------------------------------------------------------------------- | ------------------ | -------------- | -------------- |
| (Karte)                                                        | Siedlung               | Werkssiedlung für Beschäftigte des Braunkohlekraftwerks                     | 094 40294          | Denkmalbereich | Siedlung       |
| Ernst-Thälmann-Straße 9 (Karte)                                | Bauernhaus             | in Fachwerkbauweise errichtetes, verputztes Bauernhaus, um 1700             |                    | Baudenkmal     | BW             |
| Ernst-Thälmann-Straße (Karte)                                  | Kriegerdenkmal         | Gedenkstätte für die Gefallenen des Ersten Weltkriegs                       | 094 41031          | Baudenkmal     | Kriegerdenkmal |
| Goethehain 1 (Karte)                                           | Villa                  | Bau in klassizistischen Formen, um 1916/17                                  | 094 40734          | Baudenkmal     | Villa          |
| Goethehain 2 (Karte)                                           | Villa                  | Bau in klassizistischen Formen, um 1916/17                                  | 094 40780          | Baudenkmal     | Villa          |
| Goethehain 3 (Karte)                                           | Villa                  | Bau in klassizistischen Formen, um 1916/17                                  | 094 40781          | Baudenkmal     | Villa          |
| Goethehain 4 (Karte)                                           | Villa                  | Villa mit Walmdach und Treppenrisalit, um 1916/17                           | 094 40782          | Baudenkmal     | Villa          |
| Golpaer Straße 19 (Karte)                                      | Schule                 | ehemaliges katholisches Schulgebäude, um 1925                               | 094 40783          | Baudenkmal     | Schule         |
| Golpaer Straße 21 (Karte)                                      | Kirche                 | 1929 errichtetes katholisches Kirchengebäude, 2015 geschlossen.             | 094 40740          | Baudenkmal     | Weitere Bilder |
| Kraftwerkstraße 13 (Karte)                                     | Kraftwerk Zschornewitz | Das Braunkohlekraftwerk war in den 1920er-Jahren das weltgrößte seiner Art. | 094 40741          | Baudenkmal     | Weitere Bilder |
| Leninstraße 23, 24 (Karte)                                     | Schulungsheim          | 1937/38 als Schulungsheim der Hitlerjugend errichtet                        | 094 40813          | Baudenkmal     | Weitere Bilder |
| Straße des Friedens 31 (Karte)                                 | Wohn- und Atelierhaus  | Blockbohlenhaus, um 1915                                                    | 094 40737          | Baudenkmal     | Weitere Bilder |
| Straße des Friedens 14 (Karte)                                 | Gasthof                | Gasthof mit Wohn- und Geschäftsteil sowie Saal, 1917                        | 094 40736          | Baudenkmal     | Gasthof        |
| Straße des Friedens (Karte)                                    | Kirche                 | spätromanische Feldsteinkirche                                              | 094 41030          | Baudenkmal     | Kirche         |
| Straße des Friedens (Karte)                                    | Transformatorenstation | Transformatorenhaus mit barockem Dachaufsatz, um 1920                       | 094 40735          | Baudenkmal     | Weitere Bilder |
| Walter-Rathenau-Platz 5-9 (Karte)                              | Ledigenheim            | Wohnheim, verputzter Ziegelbau mit kreuzgratgewölbter Durchfahrt, 1920/21   | 094 40738          | Baudenkmal     | Weitere Bilder |
| westlich des Goethehaines am Ortsrand von Zschornewitz (Karte) | Transformatorenstation |                                                                             | 094 41034          | Baudenkmal     | Weitere Bilder |
| Pöplitz (Karte)                                                | Wegweiser              | rechteckiger Sandsteinquader, um 1840/50                                    | 094 41035          | Kleindenkmal   | Weitere Bilder |

## Ehemalige Kulturdenkmale nach Ortsteilen
Die nachfolgenden Objekte waren ursprünglich ebenfalls denkmalgeschützt oder wurden in der Literatur als Kulturdenkmale geführt. Die Denkmale bestehen heute jedoch nicht mehr, ihre Unterschutzstellung wurde aufgehoben oder sie werden nicht mehr als Denkmale betrachtet.

### Gräfenhainichen
| Lage | Bezeichnung     | Beschreibung                                                                                 | Erfassungs- nummer | Ausweisungsart | Bild |
| --- | --------------- | -------------------------------------------------------------------------------------------- | ------------------ | -------------- | --- |
| Brückgasse 1, 2, 3, 5, 7, 8, 9, Friedrich-Ebert-Straße 1, 2, 3, 4, 5, 6, 8, 9, 10, Grüne Gasse 1, 2, 3, 4, 5, 6, 7, 8, 9, 10, 11, 12, 13, 14, 15, 16, 17, Hainleite 8, Kirchplatz 1, 2, 3, 4, 5, 6, 7, 9, 11, 13, Markt 1, 2, 3, 4, 5, 6, 7, 8, 9, Marktstraße 1, 2, 3, 4, 5, 6, 7, 9, 10, 11, Mauergasse Paul-Gerhardt-Straße 1, 2, 3, 4, 5, 6, 7, 8, 9, 10, 11, 12, 13, 14, 15, 16, 16a, 17, 18, 19, 20, 21, 22, Pfortenstraße 1, 2, 3, 4 6 5, 6, 7, 8, 10, 11, Schloßstraße 1, 2, 3, 4, 5, 6, 7, 8, 9, 10, 11, 13, 17, 20 21, 23, Schulstraße 1, 2, 3, 4, 5, 6, Wittenberger Straße 1, 2, 3, 4, 5, 6, 7, 8, 9, 10, 11, 12, 13, 14 55, 56, 57, 59, 62, 63, 64, 66, 67, 68, 69, 70 (Karte) | Altstadt        |                                                                                              | 094 40329          | Denkmalbereich | [[Vorlage:Bilderwunsch/code!/C:51.732347,12.459064!/D:Brückgasse 1, 2, 3, 5, 7, 8, 9, Friedrich-Ebert-Straße 1, 2, 3, 4, 5, 6, 8, 9, 10, Grüne Gasse 1, 2, 3, 4, 5, 6, 7, 8, 9, 10, 11, 12, 13, 14, 15, 16, 17, Hainleite 8, Kirchplatz 1, 2, 3, 4, 5, 6, 7, 9, 11, 13, Markt 1, 2, 3, 4, 5, 6, 7, 8, 9, Marktstraße 1, 2, 3, 4, 5, 6, 7, 9, 10, 11, Mauergasse Paul-Gerhardt-Straße 1, 2, 3, 4, 5, 6, 7, 8, 9, 10, 11, 12, 13, 14, 15, 16, 16a, 17, 18, 19, 20, 21, 22, Pfortenstraße 1, 2, 3, 4 6 5, 6, 7, 8, 10, 11, Schloßstraße 1, 2, 3, 4, 5, 6, 7, 8, 9, 10, 11, 13, 17, 20 21, 23, Schulstraße 1, 2, 3, 4, 5, 6, Wittenberger Straße 1, 2, 3, 4, 5, 6, 7, 8, 9, 10, 11, 12, 13, 14 55, 56, 57, 59, 62, 63, 64, 66, 67, 68, 69, 70,!/\|BW]] |
| Gremminer Straße 13 (Karte) | Wohnhaus        |                                                                                              | 094 40237          | Baudenkmal     | BW |
| Grüne Gasse 6 (Karte) | Wohnhaus        |                                                                                              | 094 40242          | Baudenkmal     | BW |
| Markt 8 (Karte) | Ackerbürgerhof  |                                                                                              | 094 40219          | Baudenkmal     | BW |
| Marktstraße 9 (Karte) | Wohnhaus        |                                                                                              | 094 40224          | Baudenkmal     | BW |
| Paul-Gerhardt-Straße 11 (Karte) | Handwerkerhaus  |                                                                                              | 094 40263          | Baudenkmal     | BW |
| Schlossstraße 18 (Karte) | Ackerbürgerhof  | Hofanlage aus dem 19. Jahrhundert, nach Abbruch 2019 aus dem Denkmalverzeichnis ausgetragen. | 094 40226          | Baudenkmal     | BW |
| Wittenberger Straße 2 (Karte) | Handwerkerhof   |                                                                                              | 094 40203          | Baudenkmal     | BW |
| Wittenberger Straße 3 (Karte) | Ackerbürgerhof  | abgerissen                                                                                   | 094 40266          | Baudenkmal     | BW |
| Wittenberger Straße 6 (Karte) | Wohnhaus        |                                                                                              | 094 40833          | Baudenkmal     | BW |
| Wittenberger Straße 26 (Karte) | Ackerbürgerhaus |                                                                                              | 094 40261          | Baudenkmal     | BW |
| Wittenberger Straße 56 (Karte) | Ackerbürgerhaus |                                                                                              | 094 40230          | Baudenkmal     | BW |

### Jüdenberg
| Lage                   | Bezeichnung | Beschreibung | Erfassungs- nummer | Ausweisungsart | Bild      |
| ---------------------- | ----------- | ------------ | ------------------ | -------------- | --------- |
| Bomsdorfer Hof (Karte) | Bauernhof   |              | 094 40993          | Baudenkmal     | Bauernhof |

### Rothehaus
| Lage                | Bezeichnung   | Beschreibung | Erfassungs- nummer | Ausweisungsart | Bild          |
| ------------------- | ------------- | --- | ------------------ | -------------- | ------------- |
| Rothehaus 3 (Karte) | Oberförsterei | Durch viele ungenehmigte Änderungen ging die Denkmaleigenschaft des Forsthauses verloren. Die Austragung aus dem Denkmalverzeichnis erfolgte 2015. Als Adresse wird auch Rothehaus 4 angegeben. | 094 40251          | Baudenkmal     | Oberförsterei |

### Tornau
| Lage                                                       | Bezeichnung            | Beschreibung                                                                                                | Erfassungs- nummer | Ausweisungsart | Bild |
| ---------------------------------------------------------- | ---------------------- | --- | ------------------ | -------------- | ---- |
| Eisenhammer, Kreisstraße 2029, Straße nach Schköna (Karte) | Transformatorenstation | Transformatorenstation in Backsteinbauweise errichtete Transformatorenstation, um 1930, vor 2018 abgerissen | 094 50510          | Baudenkmal     | BW   |

### Zschornewitz
| Lage                    | Bezeichnung | Beschreibung | Erfassungs- nummer | Ausweisungsart | Bild |
| ----------------------- | ----------- | --- | ------------------ | -------------- | ---- |
| Ernst-Thälmann-Straße 9 | Bauernhaus  | | 094 41032          | Baudenkmal     |      |
| Straße des Friedens 9   | Wohnhaus    | Hofanlage mit Wohn- und Wirtschaftsgebäuden, um 1800, nach einem ungenehmigten Abbruch wurde das Gebäude im Jahr 2016 aus dem Denkmalverzeichnis ausgetragen. | 094 41033          | Baudenkmal     |      |

## Legende
In den Spalten befinden sich folgende Informationen:
- Lage: Nennt den Straßennamen und wenn vorhanden die Hausnummer des Kulturdenkmals. Die Grundsortierung der Liste erfolgt nach dieser Adresse. Der Link „Karte“ führt zu verschiedenen Kartendarstellungen und nennt die geographischen Koordinaten.
Link zu einem Kartenansichtstool, um Koordinaten zu setzen. In der Kartenansicht sind Baudenkmale ohne Koordinaten mit einem roten bzw. orangen Marker dargestellt und können in der Karte gesetzt werden. Baudenkmale ohne Bild sind mit einem blauen bzw. roten Marker gekennzeichnet, Baudenkmale mit Bild mit einem grünen bzw. orangen Marker.
- Offizielle Bezeichnung: Nennt den Namen, die Bezeichnung oder zumindest die Art des Kulturdenkmals und verlinkt, soweit vorhanden, auf den Artikel zum Objekt.
- Beschreibung: Nennt bauliche und geschichtliche Einzelheiten des Kulturdenkmals, vorzugsweise die Denkmaleigenschaften.
- Erfassungsnummer: Für jedes Kulturdenkmal wird in Sachsen-Anhalt eine 20stellige Erfassungsnummer vergeben. Die letzten zwölf Ziffern werden für die Untergliederung nach Teilobjekten genutzt und werden nur angegeben, soweit vergeben. In dieser Spalte kann sich folgendes Icon  befinden, dies führt zu Angaben zu diesem Baudenkmal bei Wikidata.
- Ausweisungsart: Die Einordnung des Denkmales nach § 2 Abs. 2 DenkmSchG LSA
- Bild: Ein Bild des Denkmales, und gegebenenfalls einen Link zu weiteren Fotos des Kulturdenkmals im Medienarchiv Wikimedia Commons. Wenn man auf das Kamerasymbol klickt, können Fotos zu Kulturdenkmalen aus dieser Liste hochgeladen werden: